# Крило Мувала
Крило Мувала (також Манкерманський улус, Київське ханство) — адміністративно-територіальна одиниця Золотої Орди, що існувала з середини XIII до 1396 року.

## Назва
Походить від імені Мувала (Бувала, Тевала, Могола), сьомого сина хана Джучі. Низка дослідників ототожнюють Мувала з Мауці. Також називалося правим крилом (бараунгар), а в історичних хроніках та під час урочистотей за перших правителів крило також називалося Боз-Ордою (Сірою Ордою).

## Історія
Утворено в першій половині 1240-х років, невдовзі після завершення західного походу монголів. Ймовірно Мувал не мав політичних амбіцій, тому хан Бату виокремив частину володінь для нього. При цьому Мувал був досить надійним, оскільки йому підлягали нещодавно завойовані землі Русі, Волощини та Болгарії.
З самого початку Мувал зітккнувся з намірами підкорених васальних правителів відновити самостійність. Втім Мувал не міг ефективно діяти через швидкий фактичний розпад свого крила. Вже невдовзі фактично самостійним від Мувала став небіж Курумиш, що отримав власний улус біля Дністра і Прута. Саме йому Бату довірив похід проти Данила Галицького. Не менш самостійно діяв брат Мувала — Шибан, що сформував в Криму власний улус. Також окремим фактично став улус Картана біля Дону.
Спочатку власне улусом Мувала були землі поруч із Києвом — Манкерманом східних джерел, звідки й одна з його назв. Але при цьому центром улусу було не якесь місто, а ставка правителя, яка знаходилася в степу і пересувалася разом із ним.
1243 року, після надання Шибану улуса на сході, Мувал приєднав до своїх володінь Кримський улус.
Після смерті Мувала, що сталося до 1253 року, Бату передав управління Крилом своєму синові Сартаку. З 1255 року, після отримання ним влади в усій Орді, він зберіг безпосереднє управління Крилом Мувала. Сини Мувала — Тутар (Татар) і Мінгкадар розідлили батьківські володіння — Манкерман і Крим. Але невдовзі перший отримав Тука-Тимур, а замість Крима Тутар і Мінгкадар отримали Буджак і Волощину. Після загибелі Тутара 1257 року усім улусом став керувати Мінгкадар.
1257 року новий хан Берке повернув владу в Крилі Мувалідам, призначивши на його чолі онука Мувала — Ногая. На той час останній зміг контролювати лише частину на Правобережжі Дніпра. Саме за правління Ногая крило Мувала підвищує своє значення. 1260 року відновлено владу Мувалідів над північчю Кримського улуса. Найбільшого піднесення Крило Мувала досягло у 1280-х роках, внаслідок чого його частіше йменували державою Ногая. З цього часу посада очільника Крила поєднується з посадою беклярбека. Загибель 1300 року останнього призвело до втрати Крилом Мувала свого політичного і військового значення.
Хан Токта віддав головування (разом з посадою беклярбека) в Крилі Мувала своєму братові Бурлюку. Останній до 1302 року був змушений зміцнювати ханську владу на цих землях. Після смерті Бурлюка у 1310 року його наступником стає Ільбасар, син Токти. 1313 року він гине внаслідок змови Узбека. Про наступних очільників Крила Мувала відомості відсутні.
За часів Узбека владу в кожному з улусів крила Мувала було віддано емірам, що відповідало внутрішнім змінам, яких зазнала структура влади держави за цього хана. В результаті статус очільника Крила Мувала на деякий час зник. При Бердібеку на чолі крила став Мамай. Крило Мувала знову набуває свого значення. За часів Великої Зам'ятні воно фактично виступає як самостійна держава.
За правління Тохтамиша крило Мувала очолюють знову Чингізиди. У 1380-х — на початку 1390-х років тут керував Бек Булат. У 1385 році частина емірів, підбурених Тулунбек-ханум (удовою Мамая), повстала проти Тохтамиша, проте той швидко придушив заколот. 1391 року Бек-Булат підняв повстання з метою стати незалежним, але зазнав поразки. Його наступник Таш-Тимур намагався чинити спротив вторгненню чагатайського еміра Тимура, проте марно. Внаслідок цього у 1396 року Крило Мувала фактично припинило своє існування.

## Територія
Західний кордон Крила Мувала був західним кордоном Золотої Орди. Він охоплював Північну Добруджу, йшов лівим берегом Дунаю до Залізних Воріт. Звідти вздовж Карпатських гір тягнувся до верхів'їв річок Серет, Прут, Дністер; по правому берегу Дністра кордон спускався до Бакоти і далі переходив на лівобережжя річки Случ. Далі межею були верхів'я Південного Бугу, Горині і Смотрича. На півночі охорплював колишне Київське князівство, Чорнобильську землю, кордон був біля Мозиря і Любеча, не включаючи ці міста. Східною межею крила були річки Дон і Сіверський Донець. На півдні Крило Мувала включеладо себе Кримський півострів.
Перша столиця невідома. За часів Ногая нею була Ісакчі. За наступників — розташовувалася біля Дону. Мамай переніс резиденцію до Дніпра. За Нприкнці XIV ст. резиденцію переміщується до Солхату.

### Улуси
- Улус Курумиши
- Улус Шибана
- Улус Манкерман
- Улус Картана
- Улус Ногая